# Планетата на съкровищата
„Планетата на съкровищата“ (на английски: Treasure Planet) е американски анимационен филм с номинация за Оскар, продуциран от Walt Disney Pictures и пуснат на 27 ноември 2002 г. Филмът е научнофантастична адаптация по книгата „Островът на съкровищата“ на Робърт Луис Стивънсън.
Филмът не бива да се бърка със създадения точно 20 години по-рано български анимационен филм „Планетата на съкровищата“ (1982) на режисьора и аниматора Румен Петков, по сценарий на Борис Ангелов и Йосиф Перец, който също използва за основа романа на Стивънсън.

## Синхронен дублаж
| Роля           | Изпълнител         |
| -------------- | ------------------ |
| Джим Хокинс    | Тодор Николов      |
| младия Джим    | Бранимир Миладинов |
| Джон Силвър    | Сава Пиперов       |
| капитан Амелия | Симона Нанова      |
| доктор Доплър  | Симеон Владов      |
| Б.Е.Н.         | Георги Стоянов     |
| Сара           | Цветана Мирчева    |
| господин Ероу  | Иван Петрушинов    |
| Скруп          | Николай Пърлев     |
| Били Бонс      | Георги Георгиев    |
| Разказвач      | Мариус Донкин      |
| Онус           | Пламен Захов       |

### Допълнителни дубльори
| Поля Цветкова  |
| Таня Михайлова |
| Борис Чернев   |
| Васил Бинев    |
| Владимир Бонев |
| Ирослав Петков |

### Музика
| Песен       | Изпълнява |
| ----------- | --- |
| Аз съм друг | Изпълнява: Димо Стоянов Композитор: Джон Ресник Музикален продуцент: Роб Кавало Запис на музиката: Алан Сайдс |

## Българска версия
| Обработка                                     | Александра Аудио UVT Сохо Продакшън ПИФ     |
| --------------------------------------------- | ------------------------------------------- |
| Режисьор на дублажа                           | Ваня Иванова                                |
| Превод и адаптация                            | Венета Янкова                               |
| Български текст на песента Музикална режисура | Десислава Софранова                         |
| Тонрежисьори                                  | Юри Хинов Александър Китанов Борис Траянов  |
| Творчески ръководител                         | Венета Янкова                               |
| Продуцент на българската версия               | Disney Character Voices International, Inc. |